# Caldeirão Grande do Piauí

Caldeirão Grande do Piauí este un oraș în Piauí (PI), Brazilia.